# 백회냉이족
백회냉이족(白灰--族, 학명: Calepineae 칼레피네아이[*])은 배추과의 족이다.

## 하위 분류
- 백회냉이속(Calepina Adans.)
- Goldbachia DC.